# Gustav Börstinghaus
Emil Gustav Börstinghaus (* 20. November 1854 in Iserlohn; † 1. März 1929 in Düren) war ein deutscher Architekt.

## Leben
Nach der Schulausbildung studierte Gustav Börstinghaus von 1873 bis 1876 Architektur an der Polytechnischen Schule Hannover, dort erlernte er bei Conrad Wilhelm Hase die Formensprache der Hannoverschen Architekturschule. In Hannover sammelte er auch seine ersten praktischen Erfahrungen mit historischen Bauten.
Bereits 1880 ist Börstinghaus als Baumeister bei dem Dürener Unternehmen Zanders nachweisbar. 1892 zog er in das von ihm erbaute Haus Bismarckstraße 22 in Düren ein. Dort betrieb er ein Architekturbüro.
Börstinghaus war von 1908 bis 1914 Stadtverordneter in Düren Er war verheiratet. Seine Frau war im Vaterländischen Frauenverein aktiv. Er selbst war im Verwaltungsausschuss der Dürener Blindenwerkstätten ehrenamtlich tätig. 1925 hatte sich Gustav Börstinghaus bereits zur Ruhe gesetzt.

## Werk (Auswahl)
| Jahr      | Bild | Ort                          | Objekt                                                 | Bundesland          | Kommentar |
| --------- | ---- | ---------------------------- | ------------------------------------------------------ | ------------------- | --- |
| 1880      |      | Bergisch-Gladbach-Gohrsmühle | Zanders Papierfabrik, Alte Kraftzentrale               | Nordrhein-Westfalen | |
| 1880      |      | Bergisch-Gladbach-Gohrsmühle | Zanders Papierfabrik, Halbzeug-Gebäude                 | Nordrhein-Westfalen | |
| 1880      |      | Bergisch-Gladbach-Gohrsmühle | Zanders Papierfabrik, Lager- und Sortiersaalgebäude    | Nordrhein-Westfalen | |
| 1884–1885 |      | Düren                        | Maria-Apollonia-Kinderkrippe                           | Nordrhein-Westfalen | Börstinghaus hatte die Bauleitung inne, der Entwurf stammte von Architekt Carl Wilhelm Schleicher. Zerstörung am 16. November 1944. |
| 1888      |      | Düren                        | Evangelischer Kindergarten                             | Nordrhein-Westfalen | Börstinghaus hatte die Bauleitung inne, der Entwurf stammt von einem anderen Architekten. Zerstörung am 16. November 1944.          |
| 1889      |      | Düren                        | Knabenhort                                             | Nordrhein-Westfalen | Zerstörung am 16. November 1944. |
| 1892      |      | Düren                        | Wohnhaus Bismarckstraße 22                             | Nordrhein-Westfalen | In diesem Haus wohnte Börstinghaus bis zu seinem Tode. Das Gebäude wurde am 16. November 1944 zerstört.                             |
| 1894      |      | Bergisch-Gladbach-Gohrsmühle | Zanders Papierfabrik, Sortiersaalgebäude               | Nordrhein-Westfalen | |
| 1895      |      | Düren                        | Mädchenheim                                            | Nordrhein-Westfalen | Leicht verändert erhalten. Es wird seit 1958 als "Haus des deutschen Ostens" vom Bund der Vertriebenen genutzt.                     |
| 1895      |      | Düren                        | Evangelisches Gemeindehaus                             | Nordrhein-Westfalen | Börstinghaus hatte die Bauleitung inne, der Entwurf stammt von einem anderen Architekten. Zerstörung am 16. November 1944.          |
| 1897–1898 |      | Düren                        | Haus des Vaterländischen Frauenvereins                 | Nordrhein-Westfalen | Am 16. November 1944 vollständig zerstört.                                                                                          |
| 1899–1900 |      | Düren                        | Anna-Schoeller-Haus                                    | Nordrhein-Westfalen | In den 1950er Jahren Veränderung der Fassade, im Dezember 2016 vollständig abgerissen.                                              |
| bis 1900  |      | Birkesdorf                   | Rathaus                                                | Nordrhein-Westfalen | Das Gebäude wurde 2017/18 zu Wohnzwecken umgebaut.                                                                                  |
| 1904      |      | Düren                        | Blindenwerkstätten der Provinzial-Blindenanstalt Düren | Nordrhein-Westfalen | |
| 1906      |      | Düren                        | Verwaltungsgebäude der Dürener Metallwerke             | Nordrhein-Westfalen | In dem Gebäude befindet sich seit den 1980er Jahren die Fatih-Moschee                                                               |
| 1908–1913 |      | Birkesdorf                   | Teppichweberei Anker Gebr. Schoeller                   | Nordrhein-Westfalen | Teilweise erhalten. |
| 1910–1912 |      | Düren                        | Blindenheim der Provinzial-Blindenanstalt Düren        | Nordrhein-Westfalen | Das Gebäude steht derzeit leer und wird zu Wohnungen umgebaut.                                                                      |
| 1911      |      | Birkesdorf                   | Isola-Fabrikanlage                                     | Nordrhein-Westfalen | Teilweise erhalten. |